# Submarine Telegraph Company
La Submarine Telegraph Company (en español, Compañía Telegráfica Submarina) fue una empresa británica que instaló y operó cables telegráficos submarinos.
Jacob y John Watkins Brett formaron la English Channel Submarine Telegraph Company para tender el primer cable a través del Canal de la Mancha. En 1850 se instaló un cable sin armadura con aislamiento de gutta-percha. La gutta-percha, recientemente introducida, fue el primer material termoplástico disponible para los fabricantes de cables y era resistente al agua de mar. Sin embargo, este primer cable sin armadura fracasó y pronto se rompió, ya fuera por un barco pesquero francés o por la abrasión contra las rocas frente a la costa francesa.
Los Brett formaron una nueva empresa, la Submarine Telegraph Company, y tendieron un nuevo cable en 1851. Este cable tenía múltiples conductores y una armadura de alambre de hierro. La comunicación telegráfica con Francia se estableció por primera vez en octubre de ese año. Este fue el primer cable telegráfico submarino puesto en servicio en el mundo.
La Submarine Telegraph Company continuó instalando y operando más cables entre Inglaterra y el continente hasta que fueron nacionalizados en 1890. A través de una serie de fusiones, finalmente se convirtieron en parte de Cable & Wireless (CW). The Times conmemoró el 50º aniversario del cable en 1900; CW y el Museo de la Ciencia de Londres hicieron lo mismo en el 100º aniversario en 1950.

## Historia

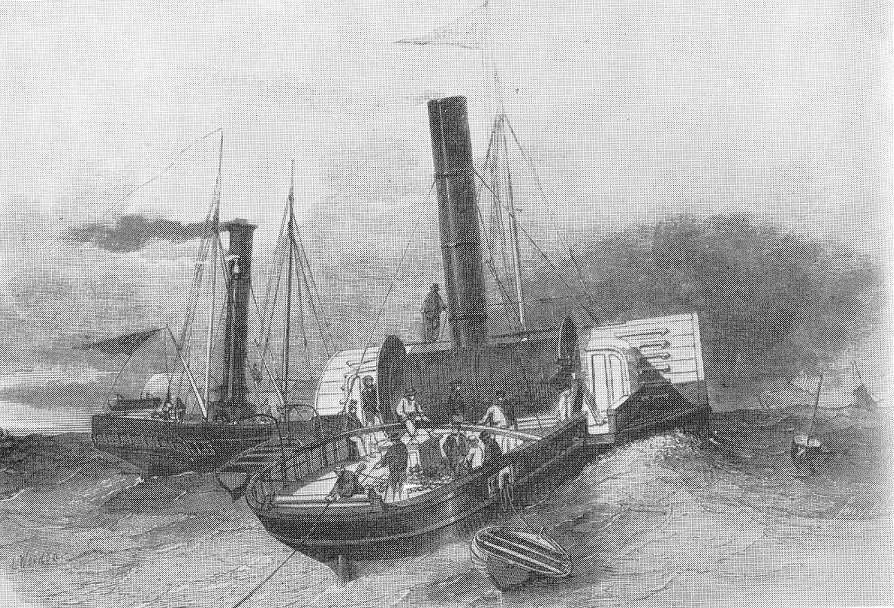
Goliath tendiendo el cable de 1850.

En 1847, los Brett obtuvieron una concesión del gobierno francés para instalar y operar un cable telegráfico submarino a través del Canal de la Mancha. La concesión caducó sin que se lograra nada. En 1849, Charles Vincent Walker, del Ferrocarril del Sureste, realizó una prueba de concepto usando un cable aislado con gutta-percha. La gutta-percha, introducida recientemente por William Montgomerie para equipos médicos, era un caucho natural ideal para aislar cables oceánicos. Walker tendió dos millas (3.2 km) de cable desde el barco Princess Clementine frente a la costa de Folkestone. Con el otro extremo conectado a las líneas telegráficas del ferrocarril, envió con éxito mensajes telegráficos desde el barco hasta Londres. Al concluir el experimento, el Ferrocarril del Sureste reutilizó el cable en un túnel ferroviario húmedo.
Ese mismo año, los Brett renovaron la concesión del Canal por diez años, pero con la condición de que la comunicación se estableciera antes de septiembre de 1850. Se formó la English Channel Submarine Telegraph Company para llevar a cabo esta tarea. La Gutta Percha Company fue contratada para fabricar el cable. Se fletó un barco de vapor, Goliath, para tender el cable. El Goliath transportó el cable desde la planta de fabricación en Greenwich hasta Dover en tramos cortos que luego se empalmaron en un solo tambor.
Enrollar el cable en el tambor llevó tiempo. Los tramos individuales se volvieron a probar en agua en el muelle de Dover y se repararon según fuera necesario antes de unirlos en el tambor. El cable desatendido sufrió el interés de cazadores de souvenirs que cortaron pedazos o pelaron el aislamiento para confirmar que había cobre dentro. Era difícil enrollar el cable uniformemente en el tambor debido a los bultos causados por las uniones y porque el proceso de fabricación no producía un cable perfectamente regular. Se usaron rellenos de algodón y listones de madera para suavizar las irregularidades, lo que ralentizó aún más el proceso.

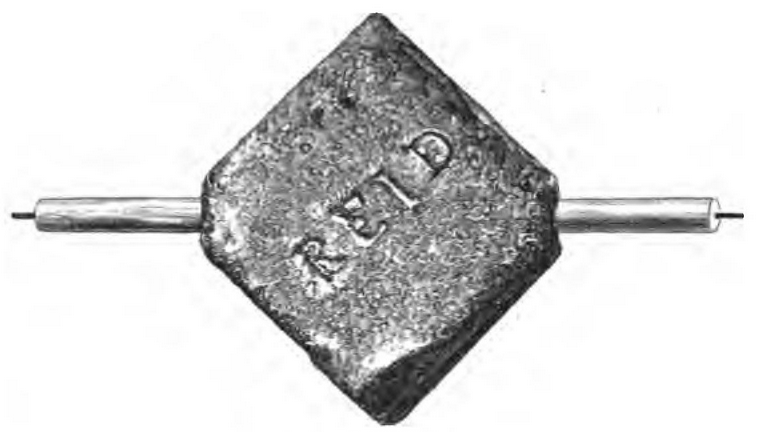
Peso de plomo del cable de 1850

El Goliath tendió el cable entre Dover y cabo Gris-Nez en Francia el 28 de agosto de 1850. A diferencia de los cables submarinos posteriores, este no tenía armadura para protegerlo. El único alambre de cobre estaba protegido solo por una capa de aislamiento de gutta-percha. Esto lo hacía muy ligero, y fue necesario añadir pesos de plomo periódicos para que se hundiera. Los mensajes enviados a través del cable eran ininteligibles debido a la dispersión de la señal, un fenómeno no comprendido en ese momento y que sería un problema aún mayor para el primer cable telegráfico transatlántico. La dispersión no se resolvió completamente en los cables submarinos hasta que se comenzaron a usar bobinas de carga a principios del siglo XX. Ambos extremos de la comunicación asumieron que los mensajes no tenían sentido porque el otro lado estaba celebrando el éxito con exceso de alcohol. Decidieron intentarlo de nuevo por la mañana. Durante la noche, el cable falló. Los informes iniciales indicaron que se dañó donde pasaba sobre rocas cerca de Cap Gris Nez, pero luego se culpó a pescadores franceses. El cable nunca se volvió a poner en servicio. Aunque es cierto que barcos pesqueros franceses recuperaron tramos del cable atrapados en sus redes y, en algunos casos, lo cortaron para liberar sus aparejos, no está claro si esto fue la causa inicial del fallo. Una historia que circuló mucho después (desde 1865) decía que el pescador que cortó el cable pensó que era una nueva especie de alga con oro en su centro. Aunque esta historia aún aparece en fuentes modernas, es probable que sea apócrifa.

### Primer cable submarino operativo

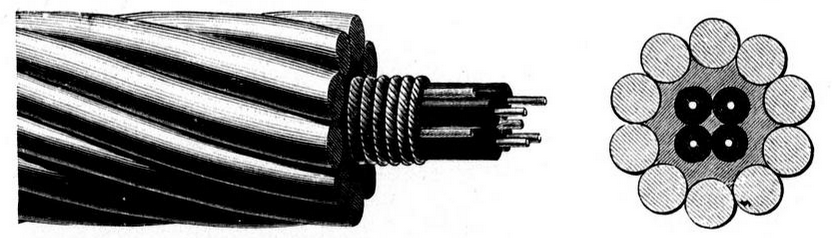
Construcción del cable Dover-Calais de 1851

Los Brett lograron renovar su concesión con una nueva fecha para establecer la comunicación: octubre de 1851. La empresa se reformó como la Submarine Telegraph Company para recaudar nuevo capital. El mayor inversor fue el ingeniero ferroviario Thomas Russell Crampton, quien se encargó de ordenar el nuevo cable. Crampton especificó un cable mucho mejorado. El núcleo del nuevo cable, fabricado nuevamente por la Gutta Percha Company, tendría cuatro conductores, aumentando significativamente el tráfico potencial, y estaría aislado con gutta-percha como antes. Sin embargo, los cuatro conductores aislados individualmente no fueron ensamblados en un solo cable por la Gutta Percha Company. Esta tarea se asignó a una empresa fabricante de cuerdas de alambre, Wilkins and Wetherly, que armó el cable con una capa externa de alambres de hierro dispuestos helicoidalmente. La producción se detuvo temporalmente por una disputa con R.S. Newall and Company de Gateshead. Newall tenía una patente para fabricar cuerdas de alambre con un núcleo blando para mayor flexibilidad y afirmó que este cable submarino infringía esa patente. El problema se resolvió permitiendo a Newall tomar el control de la producción en las instalaciones de Wilkins and Wetherly en Wapping.

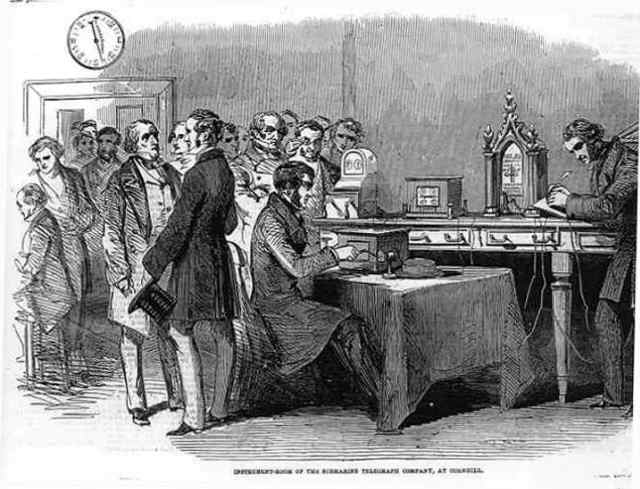
El primer mensaje recibido desde Francia. El instrumento telegráfico en primer plano es el telégrafo de Foy-Breguet para intercambiar mensajes con Francia. El instrumento al fondo es un telégrafo de Cooke y Wheatstone para la transmisión en Inglaterra.

El cable terminado tenía 25 millas náuticas (46,3 km; 28,8 mi) de longitud, mucho más largo y pesado que cualquier cosa que los fabricantes de cuerdas hubieran producido antes, y hubo dificultades para sacarlo de las instalaciones de Wapping. No había acceso fácil, y un negocio adyacente negó permiso para cruzar su propiedad, pensando que el equipo eléctrico invalidaría su seguro contra incendios. Sin embargo, otro negocio vecino otorgó acceso, pero el cable aún tuvo que ser arrastrado manualmente hasta un muelle en el río Támesis. Fue una tarea difícil que se detuvo frecuentemente para atar los alambres de hierro rotos que sobresalían. En el Támesis, el cable se cargó en el Blazer, un casco prestado a la Submarine Telegraph Company por el gobierno.
El cable se tendió entre Foreland Sur y Sangatte por el Blazer, remolcado por dos remolcadores, el 25 de septiembre de 1851. El cable se agotó a una milla (1.6 km) de llegar a Sangatte. Como medida temporal, se empalmó un tramo de cable sin armadura, usado para el enlace subterráneo de Sangatte a Calais, para permitir que el cable oceánico llegara a tierra. La estación telegráfica en el lado inglés estaba en una casa privada en Dover. Al principio, no pudieron contactar con Francia, pero pronto descubrieron que el problema no estaba en el cable submarino, sino que faltaba una unión en el cable subterráneo entre South Foreland y Dover. La comunicación telegráfica entre Gran Bretaña y Francia se estableció por primera vez el 15 de octubre.
En octubre, el remolcador a vapor Red Rover recibió el encargo de reemplazar el cable temporal con una nueva sección de cable armado. El primer intento del Red Rover se abandonó tras enfrentar mal tiempo. En el segundo intento, se descubrió que nadie a bordo sabía cómo llegar a Sangatte. Llegaron un día tarde y perdieron su cita con el HMS Widgeon, encargado de hacer el empalme en el mar. El cable finalmente se desembarcó y el empalme se realizó a bordo del Widgeon el 19 de octubre.
La línea se abrió al público el 19 de noviembre de 1851. El evento se marcó disparando una mecha eléctrica a través del telégrafo desde Dover para activar un cañón en Calais. En respuesta, Calais disparó un cañón en el Castillo de Dover. La apertura volvió a incumplir el plazo del gobierno francés, pero la concesión se renovó el 23 de octubre por diez años desde esa fecha. El cable permaneció en servicio con la Submarine Telegraph Company durante toda la vida de la empresa. Este fue el primer cable submarino puesto en servicio. Werner von Siemens había usado cable aislado con gutta-percha para cruzar el Rin en 1847 y el puerto de Kiel en 1848, pero este fue el primer cable submarino operativo que conectó dos países.

### Problemas de fabricación

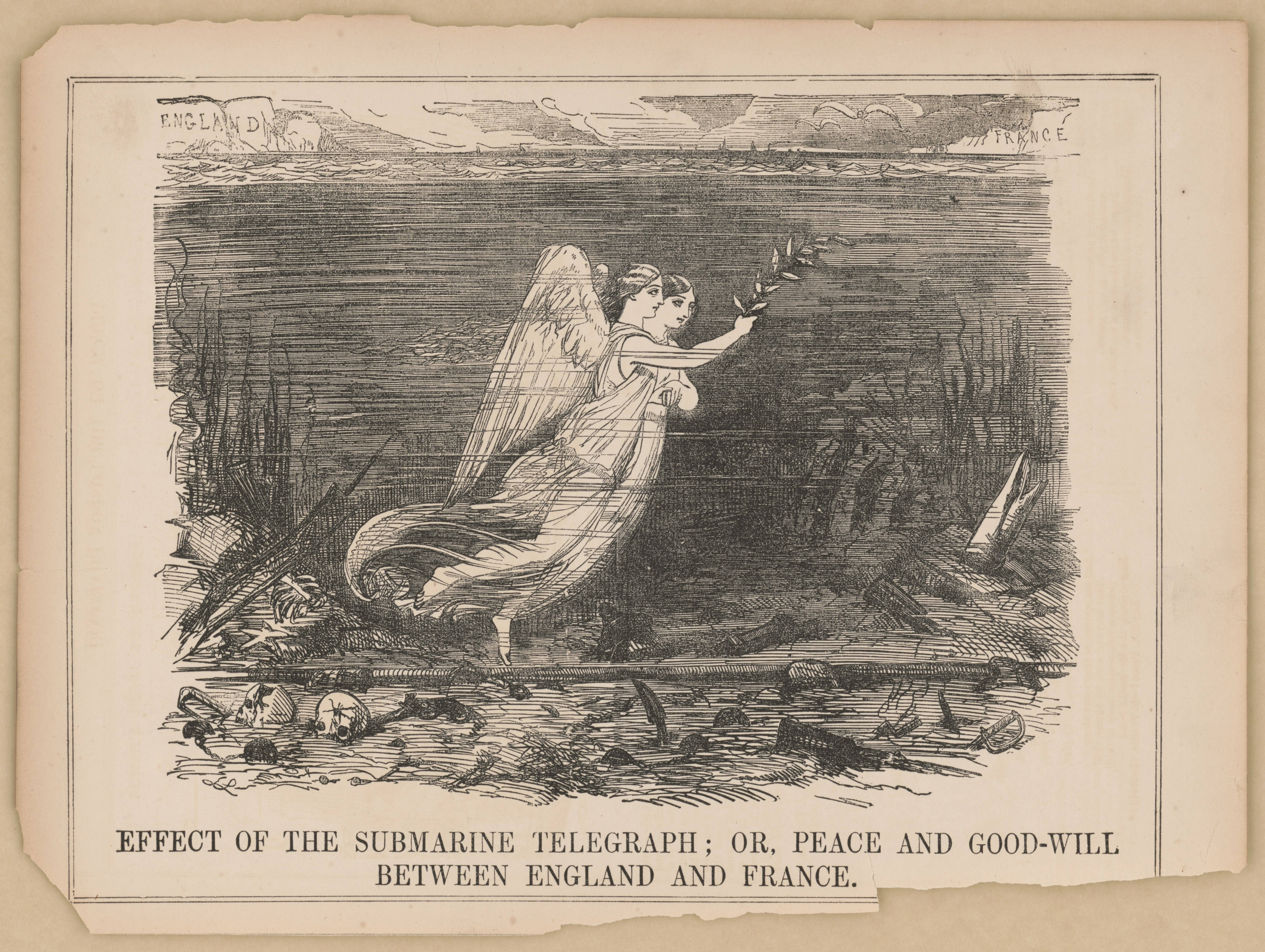
"Efecto del telégrafo submarino; o paz y buena voluntad entre Inglaterra y Francia".

Los primeros cables submarinos tenían numerosos problemas de calidad. El aislamiento no se aplicaba uniformemente, lo que causaba variaciones en el diámetro y la forma del cable. El conductor no se mantenía en la línea central del aislamiento, acercándose en algunos puntos a la superficie, lo que facilitaba que quedara expuesto. El aislamiento estaba lleno de bolsas de aire porque la gutta-percha se aplicaba en una capa gruesa en lugar de varias capas más finas. Todos estos problemas con el aislamiento causaban inconsistencias en las propiedades eléctricas del cable.
La calidad del conductor también era inconsistente. El diámetro del cobre variaba, lo que nuevamente llevaba a propiedades eléctricas irregulares. Había poca experiencia en el recocido de largos tramos de cobre, lo que resultaba en propiedades mecánicas inconsistentes con porciones frágiles en el alambre.
Un problema aún mayor lo causaban las uniones. El alambre de cobre se suministraba en tramos cortos e inconsistentes. Inicialmente, en el cable de 1850, se intentaron uniones mediante soldadura fuerte de una junta biselada con soldadura dura. Sin embargo, el calor del soplete ablandaba la gutta-percha, que se volvía plástica y goteaba del cable. Por lo tanto, se usó un método alternativo: se pelaban dos pulgadas de aislamiento en cada extremo, los alambres expuestos se retorcían y se soldaban con soldadura blanda. Luego, se envolvían láminas de gutta-percha calentadas a un estado plástico alrededor de la unión y se sujetaban en un molde. Esto resultaba en un bulto en forma de cigarro alrededor de la unión, indeseable para tender el cable.

### Nacionalización
La Submarine Telegraph Company continuó tendiendo muchos más cables entre Gran Bretaña y el continente. En 1870, los telégrafos terrestres en Gran Bretaña fueron nacionalizados, y en 1890 los cables y otros activos de la Submarine Telegraph Company fueron asumidos por la Oficina General de Correos.

## Lista de cables tendidos
| Año  | Ruta                                    | Buque        | Fabricante del cable*                                | Comentarios                                                                     |
| ---- | --------------------------------------- | ------------ | ---------------------------------------------------- | ------------------------------------------------------------------------------- |
| 1851 | Foreland Sur a Sangatte                 | Blazer       | Wilkins and Weatherly/R.S. Newall and Company        | Primer cable submarino funcional.                                               |
| 1853 | Dover a Ostende                         | William Hutt | R.S. Newall and Company                              | Cable de seis núcleos de la misma construcción que el de cuatro núcleos de 1851 |
| 1858 | Cromer a Emden                          | William Cory | Glass, Elliot & Company                              |                                                                                 |
| 1859 | Cromer a Heligoland                     | William Cory |                                                      |                                                                                 |
| 1859 | Heligoland a Dinamarca                  | Berwick      |                                                      |                                                                                 |
| 1859 | Abbotscliff (Capel-le-Ferne) a Gris Nez | Berwick      |                                                      |                                                                                 |
| 1859 | Jersey a Pirou                          | Resolute     |                                                      |                                                                                 |
| 1861 | Cabo Beachy a Dieppe                    |              | Glass, Elliot & Company                              |                                                                                 |
| 1865 | Foreland Sur a Gris Nez                 |              | India Rubber, Gutta Percha & Telegraph Works Company |                                                                                 |
| 1866 | Lowestoft a Norderney                   | William Cory |                                                      | Parte de la línea a la India de la Indo-European Telegraph Company              |
| 1866 | St. Margaret's Bay a La Panne           |              | William Thomas Henley                                |                                                                                 |
| 1870 | Cabo Beachy a Cape d'Antifer            |              | William Thomas Henley                                |                                                                                 |
| 1880 | Jersey a Pirou                          |              |                                                      |                                                                                 |

Hasta 1863, todos los núcleos de los cables fueron fabricados por la Gutta Percha Company, que tenía el monopolio del cable de gutta-percha. En 1863, se fusionaron con el fabricante de cables Glass, Elliot & Company para formar la Telegraph Construction and Maintenance Company